# Kobierzyccy herbu Nałęcz

Herb Nałęcz

Kobierzyccy herbu Nałęcz – rodzina szlachecka wywodząca się pierwotnie z Bronowa i Korzenicy, a następnie z Kobierzycka w ziemi sieradzkiej.
W 1497 Mikołaj z Korzenicy kupił część Kobierzycka Małego. Jego syn, Jan, używał już nazwiska Kobierzycki.
Piotr, syn Marcina, (zm. 1693) ożenił się z Zofią Trzebicką, bratanicą biskupa krakowskiego Andrzeja Trzebickiego. Wniosła mu ona w posagu Drużbice  i Kobyłki. Jego synami byli: Marcin, Franciszek i Remigian, który odziedziczył Drużbice. Jego synami byli Józef i Stanisław. Józef, cześnik i sędzia kapturowy sieradzki (1733) ożenił się z Elżbietą Szołowską i miał z nią dwóch synów: Walentego i Jana. Walenty był najpierw wojskim mniejszym sieradzkim (1764), następnie wojskim większym (1765), a w końcu łowczym sieradzkim (1769). Jan Kobierzycki był najpierw podstolim (1750), a potem podczaszym sieradzkim (1764), a po swoim ojcu odziedziczył Drużbice i Kobyłki. Jego synem był Adam, a wnukiem Walenty.